# Isländische Badmintonmeisterschaft 1969
Die Isländische Badmintonmeisterschaft 1969 fand im Mai 1969 in Reykjavík statt.

## Finalresultate
| Disziplin    | Sieger                                     | Finalist                                         | Ergebnis     |
| ------------ | ------------------------------------------ | ------------------------------------------------ | ------------ |
| Herreneinzel | Óskar Guðmundsson                          | Jón Árnason                                      | 15-4, 15-2   |
| Herrendoppel | Friðleifur Stefánsson Óskar Guðmundsson    | Jón Árnason Viðar Guðjónsson                     | 15-8, 15-7   |
| Damendoppel  | Hulda Guðmundsdóttir Lovísa Sigurðardóttir | Rannveig Magnúsdóttir Jónína Nieljóhníusardóttir | 15-13, 17-14 |
| Mixed        | Jón Árnason Lovísa Sigurðardóttir          | Lárus Guðmundsson Jónína Nieljóhníusardóttir     | 15-8, 17-14  |